# DNA复制

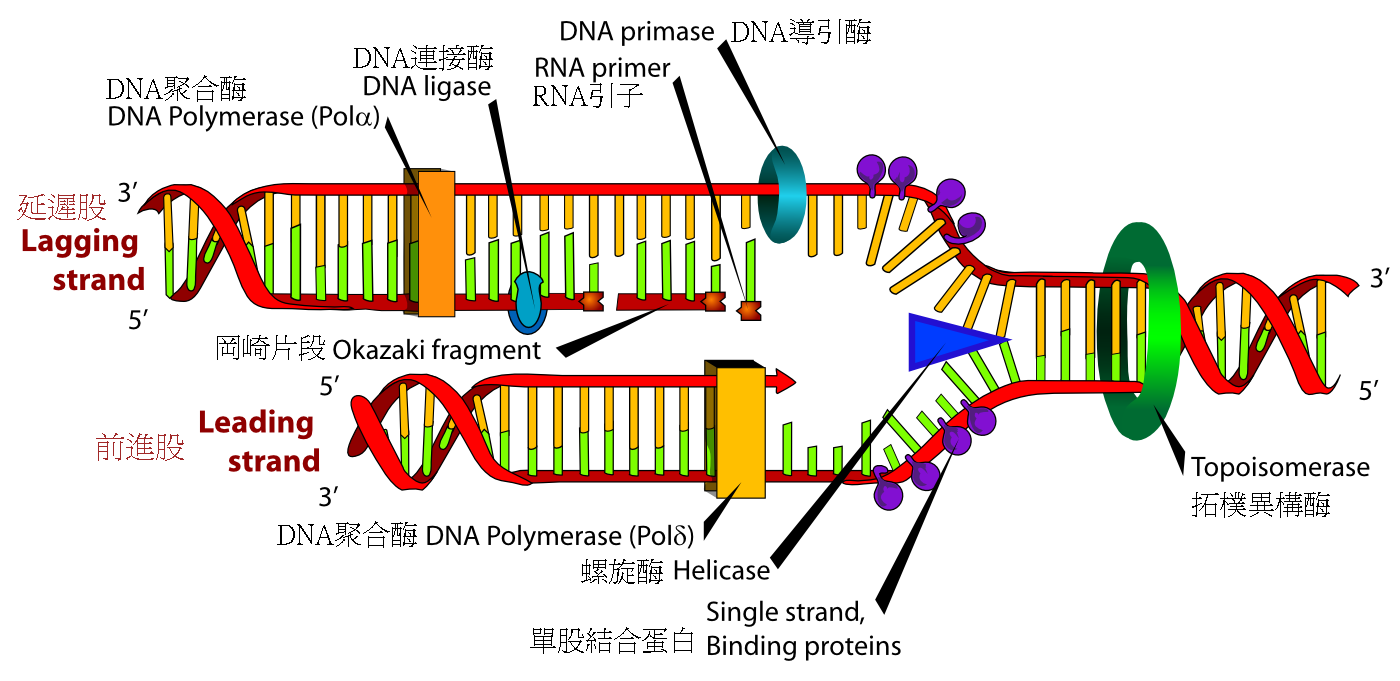
參與DNA複製叉工作的許多酶。

在分子生物学中，DNA复制（DNA replication）是指DNA双链在细胞分裂间期阶段进行以一个初始DNA分子产生两个相同的DNA复制品的生物过程。DNA 复制发生在所有真核生物体中，是生物遗传中最重要的机制；除了对于生长和受损组织修复过程中的细胞分裂至关重要，它还确保每个新细胞接收到自己的 DNA 拷贝。
真核細胞的DNA複製發生於細胞核內（粒線體與葉綠體內於基質亦有此現象）；原核細胞則發生於細胞質內。
对于双链DNA（即绝大部分生物体内的DNA）来说，在正常情况下，这个过程开始于一个亲代DNA分子，最后产生出两个相同的子代DNA分子。亲代双链DNA分子的每条单链都被作为模板，用以合成新的互补单链，这一过程被称为半保留复制。细胞的校对机制确保了DNA复制近乎完美的准确性。
在细胞当中，DNA复制起始于基因组的特殊位点，称为“复制起点”。起始于复制起点的DNA解链和新链的合成会形成复制叉。除了DNA聚合酶外，一些酶（引发酶、DNA连接酶）通过添加和模板相配的核苷酸来合成新DNA，一些和复制叉连接的其他酶或蛋白（拓扑异构酶、解旋酶、单链DNA结合蛋白、引发酶、DNA连接酶）对DNA的复制起始、稳定、延伸起辅助作用。
DNA复制也可以在体外（即人工地）进行，从细胞中分离的DNA聚合酶和人造的DNA复制引物可以用来启动以已知序列的DNA分子为模板的复制，聚合酶链式反应（PCR）是一种常见的实验室技术，这种采用了循环方式的人工合成，在一个DNA池中扩增出特定的DNA片段。

DNA复制时，原本呈双螺旋结构的两条链已经打开，并且每一条单链都作为下一条新链的模板。各个核苷酸按照碱基互补配对原则被合成新的碱基对。

## DNA的结构
DNA通常是一个双链的结构，两条单链互相盘绕从而表现出双螺旋结构。脱氧核糖核苷酸是DNA的单体。DNA的每一条单链都是由四种碱基不同的脱氧核糖核苷酸构成的，这四种碱基即：腺嘌呤（A）、胞嘧啶（C）、鸟嘌呤（G）和胸腺嘧啶（T）。一个核苷酸可以是一磷酸、二磷酸或者三磷酸的，也就是说，一个脱氧核糖连接着一个、两个或者三个磷酸基团。每条单链中相邻的脱氧核糖核苷酸都通过化学反应生成磷酸二酯键相连接，以此形成了DNA双螺旋结构中由磷酸基团和脱氧核糖组成的骨架，而骨架里面即是碱基对。两条单链之间的核苷（即碱基）通过氢键形成碱基对相连。一般情况下，A只与T相连，而C只与G相连。
DNA链是具有方向性的，对于DNA的一条单链来说，它的两个末端分别被命名为“3'端”和“5'端”。DNA两条单链的结构之所以被描述为“反向平行双螺旋”，其中的“反向”即指两条单链中，一条链的方向是从3'端到5'端，而另一条则相反，是从5'端到3'端。5和3指的是在一个脱氧核糖中连接着相邻的磷酸基团的两个碳原子。方向性对于DNA合成有重要的意义，因为在DNA合成的过程中，DNA聚合酶只能向3'端的方向添加新的脱氧核糖核苷酸。
DNA中两条链的碱基是通过氢键连接实现一一配对的，这意味着一个DNA中的两条单链都包含着完全相同的信息。这样，一条单链中的核苷酸可以用来重建互补链中预期相对的核苷酸。

## DNA聚合酶

DNA聚合酶在一条链的5'端添加核苷酸。如果意外地出现了一个错配，那么DNA聚合酶将会停止继续合成DNA。校对机制会移去错配的核苷酸，之后继续合成DNA。

在所有形式的DNA复制中，DNA聚合酶都是必需的一类酶。不过，一个DNA聚合酶只能根据模板股，延长已经存在的DNA链，并不能直接开始合成一条新链以起始DNA复制。要起始DNA复制，必须先合成一小段与模板股配对的，被称之为引物的DNA或者RNA链。
之后，DNA聚合酶会通过磷酸二酯键的连接，添加与模板股配对的核苷酸，从而向引物股的3'端方向合成DNA。每一个未结合的碱基都连着三个磷酸基，DNA合成的能量即来自于其中的两个磷酸基。（自由的碱基和与之相连的磷酸基团统称为三磷酸核苷）当一个核苷酸被添加到正在延长的DNA链上时，它的两个磷酸基团将脱落，释放的能量将会生成一个磷酸二酯键把剩下的磷酸基团和DNA链连接起来。这样的能量机制也可以用来解释复制的方向性——如果DNA是从3'端向5'端合成的话，那么能量就会通过5'端提供而不是自由的核苷酸了。
一般来说，DNA聚合酶是相当精准的，每添加107个核苷酸，发生的错误不超过一个。即使是这样，有些DNA聚合酶也具有校对的能力，他们可以移除错配的碱基。如果5'端核苷酸在校正的过程中需要被移除，那么三磷酸末端就会丢失。因此，用于提供添加新核苷酸的能量来源也就丢失了。

## 预测和实验
DNA复制是透过名为半保留复制的机制来得以顺利完成的。半保留複製是由沃森與克里克所預測，並且由马修·梅塞尔森（Matthew Meselson）和富兰克林·斯塔尔（Franklin Stahl）於1958年進行研究而得以證實。

### 预测
沃森和克里克在提出DNA的双螺旋结构模型时就对DNA的复制过程进行了预测。由于DNA碱基对的配对原则，两条链是互补的，因此，双链中的任意一条链都含有完整的遗传信息。沃森和克里克推测，在DNA复制过程中氢键首先断裂，双螺旋解旋并被分开，每条链分别作为模板各自合成一条新的互补链。这样就产生了两个与原来DNA分子的碱基顺序一样的新的DNA分子。而新DNA分子的一条链来自亲代DNA分子，另一条链是新合成的，因此，这种复制方式称为半保留复制。

### 实验
1958年，马修·梅塞尔森（Matthew Meselson）和富兰克林·斯塔尔（Franklin Stahl）用同位素标记法和氯化铯密度梯度离心法证明了沃森和克里克的半保留复制模型。这个实验被称作梅瑟生–史達實驗。

## 过程
复制可以分为以下几个阶段：

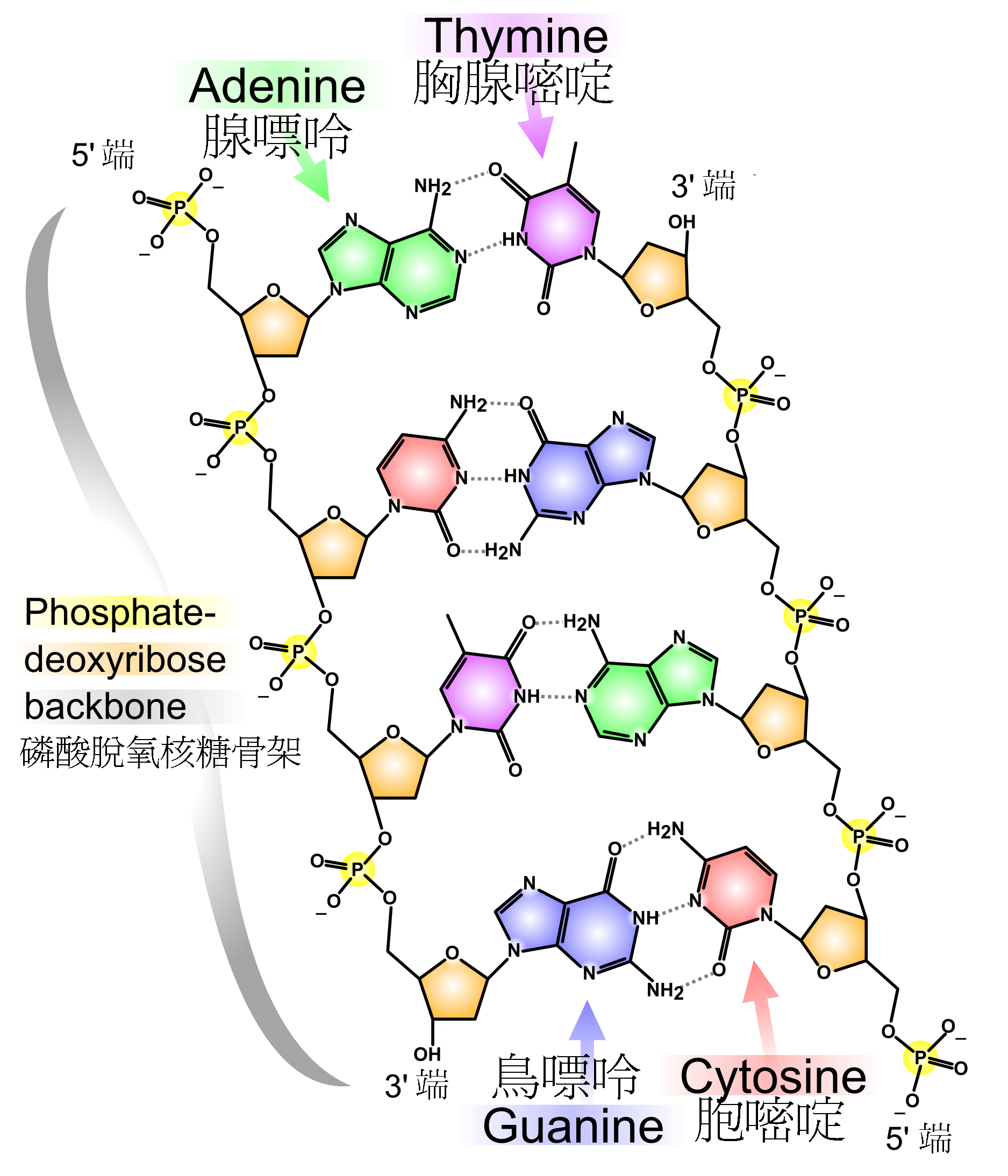
脱氧核醣核酸A-T碱基对只有两条氢键相连。

- 起始阶段：DNA解旋酶在局部展开双螺旋结构的DNA分子为单链，引物酶辨认复制起点（起始位点），以解开的一段DNA为模板，按照5'到3'方向合成RNA短链。形成RNA引物。
- DNA片段的生成：在引物提供了3'-OH末端的基础上，DNA聚合酶催化DNA的两条链同时进行复制过程，由于复制过程只能由5'→3'方向合成，因此一条链能够连续合成，另一条链分段合成，其中每一段短链成为冈崎片段（Okazaki fragments）。
- RNA引物的水解：当DNA合成一定长度后，DNA聚合酶水解RNA引物，补填缺口。
- DNA连接酶将DNA片段连接起来，形成完整的DNA分子。最后DNA新合成的片段在旋转酶的帮助下重新形成螺旋状。

### 起始

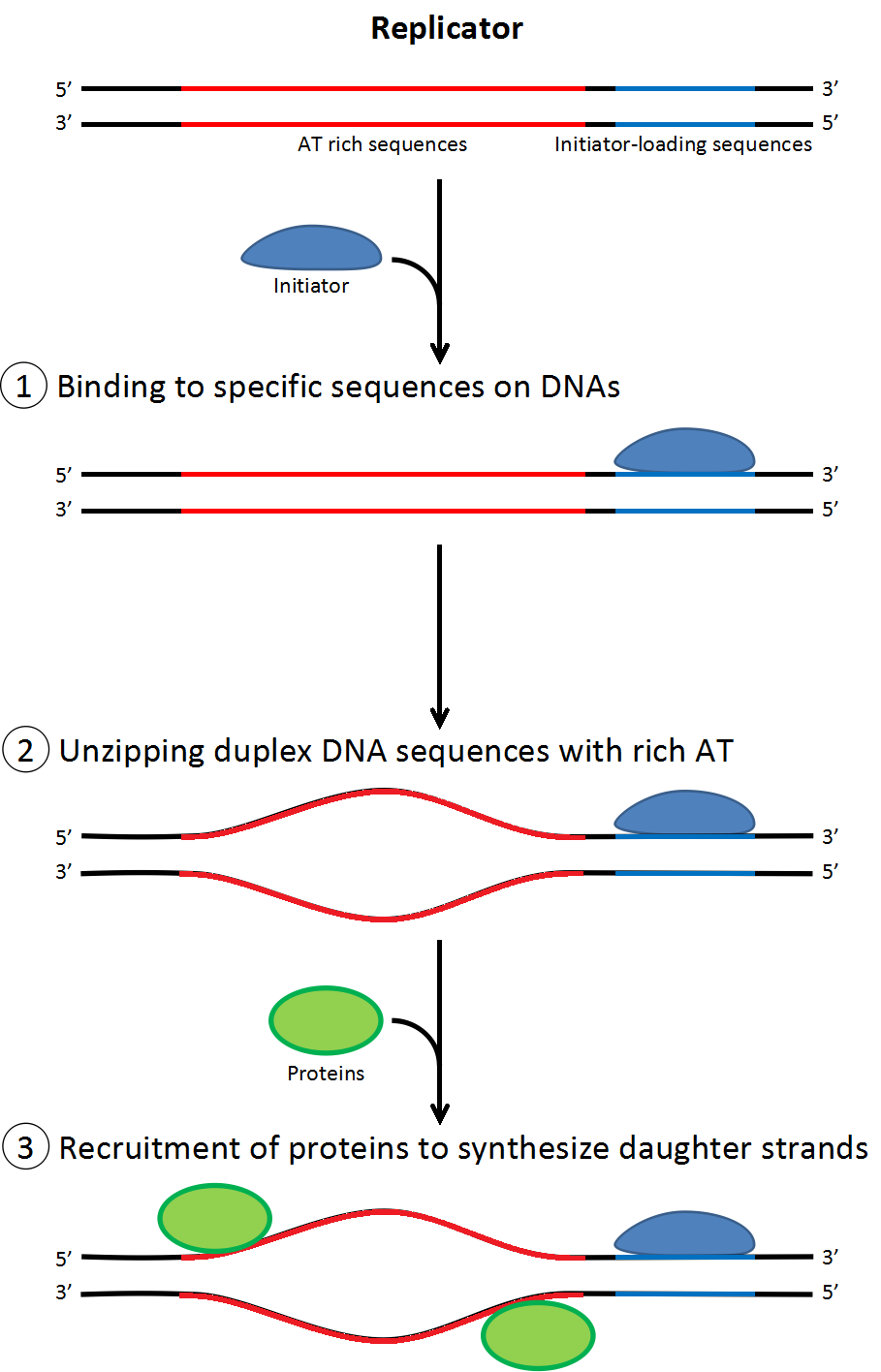
進行DNA复制起点作用的引發器。

细胞分裂一般需要先复制其DNA。这个过程在DNA上的一个特殊位点上开始，这一位点被称之为复制起点（英語：Origin of Replication, ori）或起始位点，該序列被歸類為共同序列（英語：Consenseus Sequence），因為此處核苷酸序列基本上都相同，相关的解螺旋酶作用于这个位点，DNA的双链被分开，复制随即开始。复制起点包含一段可以被复制启动蛋白（比如大肠杆菌中的dnaA以及酵母菌中的起始点识别复合物）识别的DNA序列。这些启动蛋白吸引其他的蛋白质把DNA的双链打开并开启复制叉（replication fork）。
启动蛋白吸引其他相关蛋白组成了前复制复合物，它可以在复制起点打开DNA链并形成一个泡。复制起点的序列倾向于富含A-T碱基对，这有益于启动的实现，因为A-T碱基对只有两条氢键相连（C-G碱基对有三个），一般来说，这样的结构使得打开双链更加容易，因为氢键的数量越多则打断它们需要的能量也越多。
所有已知的DNA复制系统在复制开始前都需要一个自由的3'羟基。现在已发现四种不同的复制机制。
1. 所有的真核生物、许多DNA病毒、噬菌体和质粒用引物酶合成一小段包含有一个自由3'羟基的RNA引物，DNA聚合酶随后会顺着3'羟基延长序列。
2. 反转录转座子（包括反转录病毒）在反转录酶的辅作用下利用转移RNA为DNA的复制延伸提供自由3′ OH。
3. 在腺病毒和细菌噬菌体φ29家族中，DNA聚合酶将核苷酸添加到基因组附蛋白以合成新链，组成基因组附蛋白的氨基酸侧链提供3' OH。
4. 在单链DNA病毒（包括环状病毒、双粒病毒、细小病毒以及其他单链DNA病毒）、许多噬菌体和质粒中，采用环状复制机制（RCR）。RCR内切酶先在基因链上（对于单链病毒）或者DNA的一条链上（对于质粒）制造一个缺口。缺口链的5'端被运送到核酸酶的酪氨酸残基上，而自由的3'羟基端则被用作DNA聚合酶复制新链的起点。

这些机制中被了解最深入的是真核生物的复制机制。DNA首先解开螺旋，双链被打开，RNA引物与模板链结合。特别来说，前导链的活动区域只结合一个RNA引物；而后随链则结合几个，这几个RNA引物生成的断断续续的后随链称之为冈崎片段，以其发现者命名。
DNA聚合酶在合成前导链时是持续合成的，而在后随链时却是不连续合成的（这是因为合成的方向性，请参考冈崎片段）。RNA水解酶（RNase）会水解那些曾用于使DNA聚合酶起始复制的RNA片段，另一些DNA聚合酶会进去缺口并生成DNA填补缺口。当这一步完成时，前导链的一个缺口和后随链的数个缺口都会被填补上。DNA连接酶将会填补这些缺口，从而完成新DNA分子的合成。
古菌、真核生物在这个过程中使用的引物酶，和细菌使用的有所不同。细菌用的引发酶属于DnG蛋白质超家族含有一个TOPRIM折叠型的催化域。TOPRIM折叠包含一个α/β核心和四条保守链，以罗斯曼拓扑结构存在。这种结构同时在许多酶的催化结构域中发现，如拓扑异构酶I a,拓扑异构酶II,OLD家族核酸酶，与RecR蛋白有关的DNA修复蛋白。
比较而言，古菌和真核生物中的引发酶含有高度派生的RNA识别模式。这种引发酶在结构上和许多参与DNA复制与修复的酶相似，如：依赖于RNA的RNA聚合酶，反转录酶，核苷酸生成循环酶，A/B/Y家族的DNA聚合酶。所有这些蛋白质共有一个催化机制：双向金属离子介导的核苷酸转移，其中在第一条链末端和RRM-LIKE单位的第二条链和第三条链之间分别附着着两个酸性核酸残基，由二价阳离子螯合。
随着DNA合成的继续，原始DNA链继续沿复制泡两边解旋，形成具有两个叉子的复制叉结构。在细菌的环形染色体上只有一个复制起点，复制过程最终形成一个θ结构。比较起来，真核生物具有较长的线性染色体，可在多个位点进行复制起始。

### 复制叉

圖為複製叉。圖解：a為模板DNA；b為前進股、c為延遲股、d為複製叉、e為引子、f為岡崎片段。

复制叉（replication fork）是细胞核内DNA复制时形成的结构。这是由解旋酶创造的，解旋酶用来打断连接两条DNA链的氢键。复制叉有两个由DNA单链组成的“叉子”。这两条打开的单链将会作为前导链和后随链的模板，前导链和后随链将会由DNA聚合酶按碱基互补配对原则依照模板链合成。模板链的信息可以被严格地复制到前导链和后随链上。

#### 前导链
合成后的前导链（英語：Leading strand）作为新DNA的模板链，所以复制叉沿3'向5'移动。从而使新合成的链与原始链互补，在新链沿着5'到3'合成DNA，这和复制叉移动的方向相同。
在前导链上，一个聚合酶不断地“阅读”被复制的DNA并向前导链添加核苷酸。这个聚合酶就是原核生物中的DNA聚合酶Ⅲ（DNA Pol III）；在酵母菌中，推测是聚合酶ε。在人体细胞中，前导链和后随链在细胞核中是由聚合酶α和聚合酶δ合成，在线粒体中由聚合酶γ合成。在特殊情况下聚合酶ε可以替代聚合酶δ。

#### 后随链
后随链（英語：Lagging strand）是新DNA双链的编码链，所以复制叉沿5'向3'移动。因为它的方向性和DNA聚合酶Ⅲ从3'到5'的工作方向相反，复制过程在后随链上比前导链更为复杂。
在后随链上，引物酶“读”DNA并添加数小段分开的RNA引物。在真核生物中引物酶是聚合酶α。DNA聚合酶Ⅲ或聚合酶δ延长引物片段，形成冈崎片段。之后引物的去除也由聚合酶α完成。而在原核细胞中，DNA聚合酶Ⅰ（DNA polymerase I）将RNA引物去除后再用对应的脱氧核糖核苷酸替换。最后DNA连接酶再将片段连接起来。

## 相關影片/影視作品
- YouTube上的DNA replication (DNA複製機制)
- DNA replication (advanced detail)（页面存档备份，存于）
- 原核生物DNA複製（英语：Prokaryotic DNA replication）：YouTube上的DNA replication in prokaryotic cell 3D animation with subtitle